# Oxyceros patulus
Oxyceros patulus là một loài thực vật có hoa trong họ Thiến thảo. Loài này được (Horsf. ex Schult.) Ridsdale mô tả khoa học đầu tiên năm 2008.